# Административное деление Донецкой области на 1 января 1935 года

## Донецкая область. 1 января 1935 года
Делилась на районы и города, подчинённые области
- общее число районов — 27
- общее число городов, подчинённых области — 13
- вновь образованы:

1. Остгеймский район (5 ноября 1934 года) из части Старо-Каранского района

- переименованы:

1. Гришинский район (20 июля 1934 года) в Постышевский район

- центр области — г. Сталино
- список районов:
  1. Александровский (с. Александровка)
  2. Амвросиевский (с. Донецко-Амвросиевка)
  3. Беловодский (с. Беловодск)
  4. Белолуцкий (с. Белолуцк)
  5. Больше-Янисольский (с. Большой Янисоль)
  6. Верхне-Тепловский русский (с. Верхняя Тепловка)
  7. Володарский (с. Володарское)
  8. Волновахский (пос. Волноваха)
  9. Лиманский (пгт. Красный Лиман)
  10. Лисичанский (пос. Лисичанск)
  11. Марковский (с. Марковка)
  12. Марьинский (пгт. Марьинка)
  13. Меловский (с. Меловое)
  14. Ново-Айдарский (с. Новый Айдар)
  15. Ново-Псковский (с. Новопсков)
  16. Остгеймский (с. Остгейм)
  17. Покровский (с. Покровское)
  18. Постышевский (пгт. Постышево)
  19. Ровенковский (пгт. Ровеньки)
  20. Рубежанский (пос. Рубежное)
  21. Сватовский (пгт. Сватово)
  22. Славянский (г. Славянск)
  23. Сорокинский (пос. Сорокино)
  24. Старобельский (г. Старобельск)
  25. Старо-Бешевский (с. Старо-Бешево)
  26. Старо-Каранский (с. Старая Карань)
  27. Старо-Керменчикский (с. Старый Керменчик)

- список горсоветов:
  1. Артёмовский
  2. Ворошиловский
  3. Горловский
  4. Кадиевский
  5. Константиновский
  6. Краматорский
  7. Краснолучский
  8. Луганский
  9. Макеевский
  10. Мариупольский
  11. Рыковский
  12. Сталинский
  13. Чистяковский